# Lisa Bergenthal

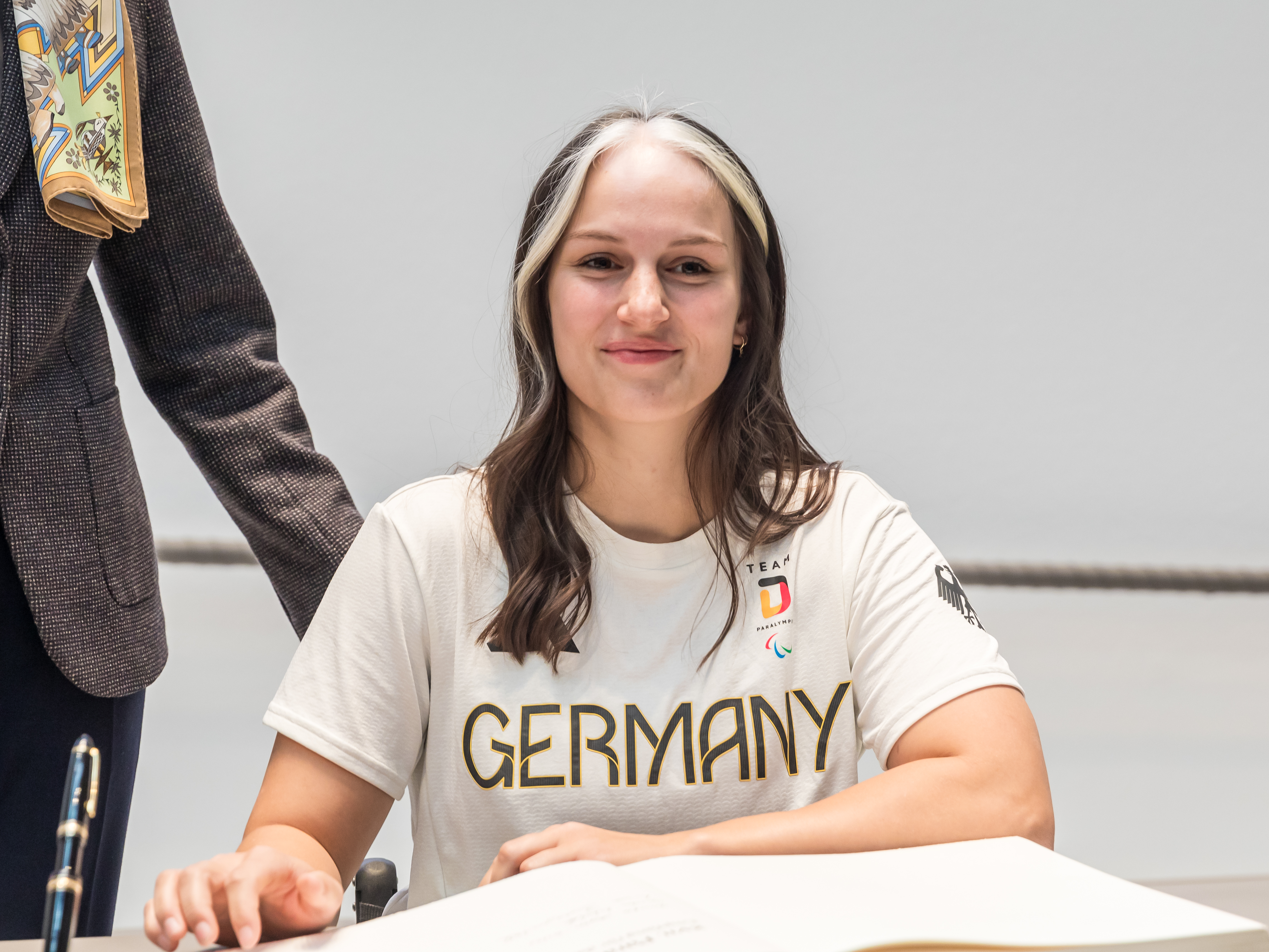
Lisa Bergenthal, 2024

Lisa Bergenthal (nascida em 30 de novembro de 1999) é uma jogadora alemã de basquetebol em cadeira de rodas (classificação 3.5 de cadeira de rodas). Ela é membro da equipa nacional feminina de basquetebol em cadeira de rodas da Alemanha e da equipa RBC Koln 99ers. Com a selecção nacional ela competiu nos Jogos Paraolímpicos de Verão de 2020.
Quando ela tinha 13 anos começou no basquetebol em cadeira de rodas no clube RBC Koln 99ers. O seu pai, Lars Bergenthal, também era jogador de basquetebol em cadeira de rodas e é o seu treinador.
Nascida em 1999 em Mechernich, mora em Colónia. Desde o nascimento que ela sofre com paraparesia espástica familiar. O seu pai e o seu tio têm a mesma doença. Bergenthal estuda na Universidade de Colónia.